# 2022년 야안 지진
2022년 야안 지진(중국어: 2022年雅安地震)은 2022년 6월 1일 중화인민공화국 쓰촨성 야안시 루산현에서 발생한 모멘트 규모 Mw5.8, 표면파 규모 Ms6.1의 지진이다. 지진으로 최소 4명이 사망하고 42명이 부상을 입었다. 중국 진도 계급 기준 최대 VIII의 진도가 관측되었으며 많은 주택에 피해를 입고 산사태도 발생했다.

## 지질학적 환경

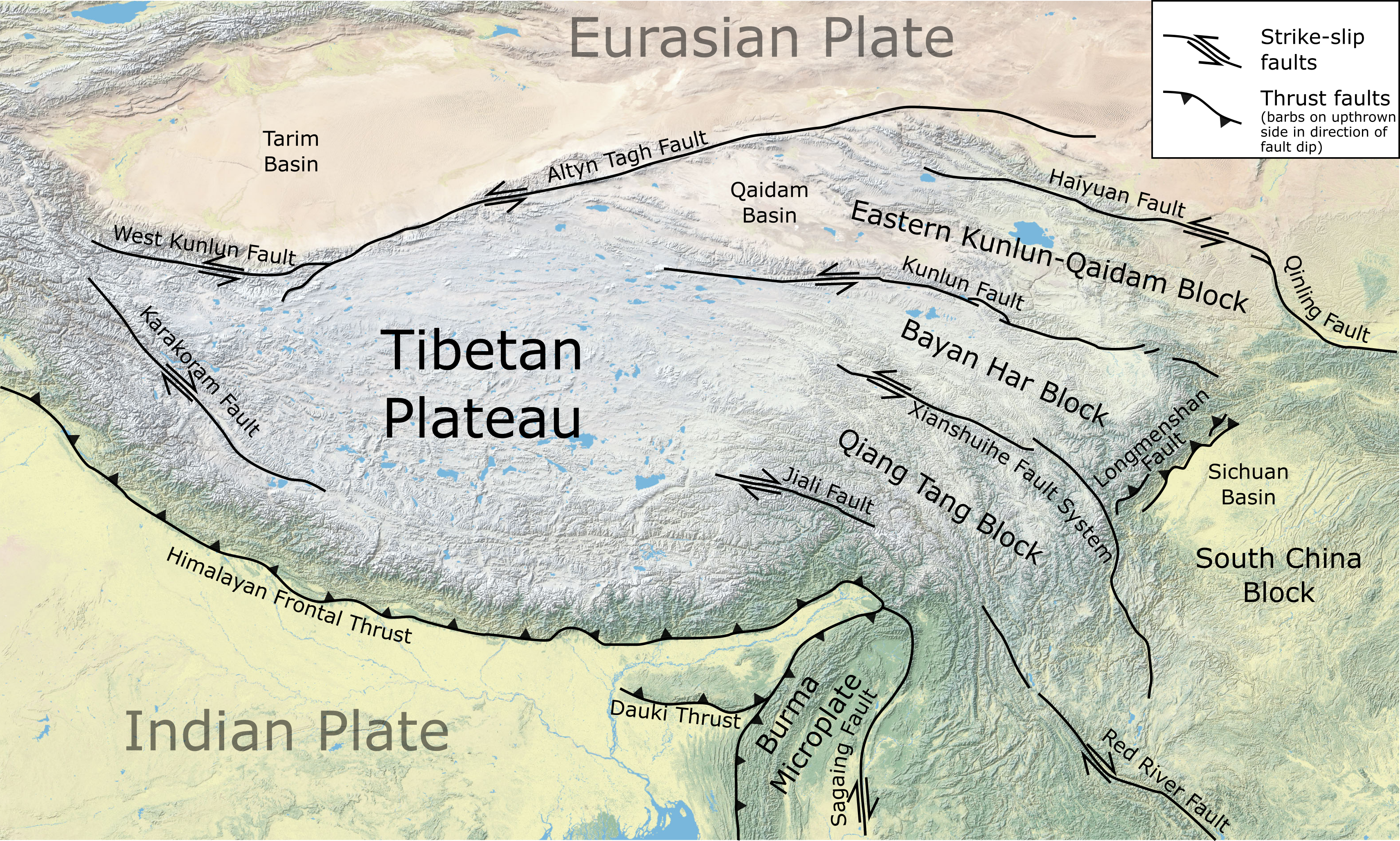
인도-중국 습곡대 사이 여러 활단층을 표시한 지도

주 히말라야 충상단층(MHT)을 따라 인도판와 유라시아판 사이 발생하는 활성 판 수렴은 중앙아시아 지역의 광범위한 대륙 내 변형을 일으키고 있다. 인도판이 유라시아판과 충돌하면서 유라시아판 일부가 융기되고 변형되어 티베트고원이 형성되었다. 판 내부 변형은 주향이동단층과 이보다 작은 범위의 여러 충상단층을 따라 이루어진다. 이 곳의 주요 단층인 셴수이허 단층대, 쿤룬 단층, 알틴타그 단층, 룽먼산 단층 등이 이런 변형을 흡수한다. 2008년과 2013년 발생한 대지진은 룽먼산 단층을 따라 이어진 충상단층에서 발생한 지진이다. 단층 파열대 사이에는 향후 파괴적인 지진을 일으킬 가능성이 있는 지진공백역이 있다.

## 지진
지진은 현지 시각 기준 17시 정각에 발생했다. 미국 지질조사국(USGS)에 따르면 지진의 모멘트 규모는 Mw5.8이고 진원 깊이는 약 12 km이다. 중국지진태망(CENC)은 본진의 진원 깊이를 17 km, 표면파 규모 기준 Ms6.1로 분석했다. 본진 발생 3분 후 이보다 작은 규모 M4.5(mb5.3)의 여진이 발생했다. 쓰촨성 지진국은 이번 지진이 2013년 4월 발생해 약 200명이 사망했던 규모 M7.0의 야안 지진의 여진이라고 밝혔다. 5월에는 규모 M4.9의 또 다른 지진도 발생해 주택 468채가 파손되었다.
두 지진 모두 솽시-다촨 단층에서 발생했다. 중국 내 지진 전문가들은 이번 지진의 진앙은 단층에서 2 km 떨어진 곳에 있었다. 솽시-다촨 단층은 바얀하르 강괴의 동쪽 경계를 이루는 룽먼산 단층대의 여러 단층 중 하나이다. 발진기구 분석에 따르면 2022년 지진은 충상단층형 지진이다. 중국지진태망 내 전문가는 이번 지진이 더 큰 지진의 전조일 가능성은 낮다고 평가했다.

## 피해와 영향
피해 지역의 예비조사에 따르면 야안시 내 135가구와 루산현의 4,374가구가 피해를 입었다. 바오싱현에서는 일부 주차된 차량 위에 낙석이 떨어져 파손되는 피해가 발생했다. 인근의 일부 건물과 5개 수력 발전소도 피해를 입었다. 타이핑진에서는 피해가 미미했으며 대부분의 건물은 약간 금만 가거나 부분적으로 무너진 벽만 일부 피해를 입었다. 2008년과 2013년 지진 이후 대부분의 주택이 새로운 내진 설계 기준에 맞춰 재건축되어 피해가 적었다. 피해 현장을 촬영한 비디오 영상에서는 손상된 건물과 거리에 널부러진 파편, 산악 지대의 도로를 막은 낙석 등의 모습이 나왔다. 중국 국도 제351호선과 최소 3곳의 현도가 낙석으로 피해를 입었다. 쓰촨성 관료들은 이번 지진으로 붕괴된 건물은 없다고 보고했다. 지진으로 최소 49,000가구에 정전 피해가 발생했다. 이후 긴급 복구를 통해 곧바로 18,000가구 이상에 대한 전기 복구에 성공했다.
진앙 인근 바오싱현에서 에서 사망자 4명과 부상자 42명이 보고되었다. 부상자 중 일부는 치료를 위해 인근 병원으로 후송되었다. 야안시 당위원회 사무국은 사망자 4명은 지진으로 떨어진 낙석에 맞아 사망했다고 밝혔다.
3,887 km2 면적의 영역에서 진도 VI 이상의 흔들림이 감지되었다. 타이핑, 솽시, 링관, 무핑에서 최대 진도 VIII의 흔들림을 감지했다. 이 영역은 76 km × 64 km(131 km2) 면적이다. 진도 VII를 감지한 지역은 979 km2 넓이이다. 청두시에서는 최대진도 VI의 흔들림을 감지했다.

## 비상 대응
진앙에서 44 km 떨어진 야안과 진앙에서 94 km 떨어진 메이산시에서 최소 9초간의 지진경보체계 경보가 발령되었다. 청두와 간쯔 티베트족 자치주에서도 지진조기경보가 발령되었다. 지진의 진앙 인근에 거주하는 약 천만명의 주민이 조기경보를 받았다. 비상 대응으로 청더우둥역의 철도가 일시 정지했고 운행 중단 피해를 입은 승객에게는 환불 조치를 받았다.
중국 정부는 4단계로 이루어진 비상대응체계에 따라 진앙지에 3단계 비상 대응을 명령했다. 진앙지에는 의료 및 응급구조대원 4,500명 이상의 인력을 긴급 파견했다. 메이산에서는 소방차 15대와 인력 60명이 파견되었다. 지역 소방 및 구조대도 대응을 시작했다. 쓰촨성의 중국 홍십자회 직원은 피해 지역에 동원되어 구호품을 배급했다. 쓰촨성 도시 및 농촌개발부 관계자는 피해 분석을 위한 조사를 곧 시작한다고 말했다. 6월 2일에는 48,000가구의 전력 공급이 복구되었으며 약 3,339가구의 정전 피해가 복구중이다.
이번 지진으로 주민 12,772명이 피해를 입고 이재민이 되었다. 루산의 피해 주민들은 타이핑에 있는 인근 학교에 텐트를 치고 임시 천막촌을 지었다. 학교는 보급품 분배소로도 활용되었다. 구호요원과 정착한 주민들은 학교도 벽에 금이 가거나 부서지는 피해가 있었다고 밝혔다.

## 같이 보기
- 2022년 지진
- 중국의 지진 목록